# Безпанцерни мекотели
Безпанцерни мекотели (Aplacophora) са клас Мекотели, лишени от черупки. Тялото на тези мекотели в повечето от случаите е силно издължено и това създава някакво сходство с червеите. Класът включва 28 семейства и около 320 вида.
Класът обединява около 140 вида бентосни мекотели, които имат червеобразно, напълно обраснало от мантия тяло, достигащо до 30 см. дължина. Черупка нямат, но в кутикулата имат варовити игли. Живеят заровени в тинята или пясъка на морското дъно. Особеност в устройството е отсъствието на глава и крак и наличие на бразда на венралната страна. При срастването на ръба на мантията с коремната страна се образува редуцирана мантийна празнина с формата на улей или коремна бразда. В нея е разположена цилиндричен рудимент на крака, покрит с ресни, които осъществяват придвижването на животните. Аплакофорите са хищници. Те са хермафродитни или разделно полови животни. Развитието им преминава през трохофорна ларва, при която се появяват зачатъци на седем плочки, които при метаморфозата закърняват и се заместват от спикули.
В Черно море няма представители на класа.